# Gmina Żurawica
Die Gmina Żurawica ist eine Landgemeinde im Powiat Przemyski der Woiwodschaft Karpatenvorland in Polen. Ihr Sitz ist das gleichnamige Dorf mit etwa 5000 Einwohnern.

## Gliederung
Zur Landgemeinde (gmina wiejska) Żurawica gehören folgende neun Dörfer mit einem Schulzenamt:
Batycze
Bolestraszyce
Buszkowice
Buszkowiczki
Kosienice
Maćkowice
Orzechowce
Wyszatyce
Żurawica
Weitere Orte der Gemeinde sind Baraki, Bażantarnia und Parcelacja.

## Persönlichkeiten
- Marcin Król (um 1422–1460), Arzt und Astronom
- Kazimierz Ryczan (1939–2017), Bischof von Kielce